# Вијетџет ер
VietJet Air (виј. Công ty Cổ phần VietJet) је национална авио-компанија Вијетнама са седиштем у Ханоју, главном граду Вијетнама. Главни хаб авио-компаније налази се на аеродрому Ханој и аеродрому Хо Ши Мин.